# 末日倖存者的獨白
《末日倖存者的獨白：劉曉波的「六四」回憶錄》是2010年诺贝尔和平奖得主刘晓波所著的一本六四事件回忆录，由台湾時報文化出版于1992年，2017年再版， 其中记载了他本人在六四事件前后的经历与思考。

## 创作背景
1989年6月6日，刘晓波因参与六四天安门学生运动被捕，关押一年期间，写下《悔罪书》， 随后于1991年1月在北京市中级人民法院受审，被判“反革命宣传煽动罪”， 但因说服学生撤离广场被作为“重大立功表现”而免予刑事处分释放。

## 内容概述
全书分为三个章节，第一章《我的悔罪和谎言》陈述了刘晓波被捕入狱、被审讯、写下《悔罪书》、出狱的经历与心路历程；第二章《我参加八九抗议运动》陈述了他从回国到发起绝食的经历；第三章《绝食在纪念碑上》陈述了从绝食、六四清场到避难的经历。

## 反响
该书在出版后引起了极大争议与两极化的评价。

### 正面评价
- 作家查建英认为，所有六四事件相关的人物中只有刘晓波能写下如此的忏悔。[6]

- 作家余杰表达了对该书反思六四的赞许，称其为“广陵散般的绝响”，[8] 认为该书是众多六四回忆录中的“异数”，其自我剖析力度大到会令人产生反感。[9]

- 作家慕容雪村受到该书启发，因此创作了近三万字的《刘晓波》电影剧本。[10]

- 记者王志安认为，该书没有回避刘晓波自身的问题，也不像其他回忆录一样“美化”八九民运。[11]

### 负面评价
- 作家郑义于1993年9月发表文章对此书表达了严词批评，认为其不应该用“谎言”一词描述六四，并抨击其为“虚伪的忏悔”。[5][12]

- 美国加州大学伯克利分校兼职教授蕭強认为此书令他感到“由衷厌恶”。[13]